# 2025년 FISU 동계 세계 대학 경기 대회
2025년 FISU 동계 세계 대학 경기 대회(이탈리아어: Giochi mondiali universitari invernali 2025) 또는 2025년 동계 유니버시아드는 제32회 FISU 동계 세계 대학 경기 대회로 2023년 1월 13일부터 1월 23일까지 이탈리아 토리노에서 진행되었다. 이 대회는 이탈리아에서 열리는 12번째 세계 대학 경기 대회이다.

## 종목
- 바이애슬론
- 산악스키
- 쇼트트랙
- 스노보드
- 스키오리엔티어링
- 아이스하키
- 알파인스키
- 컬링
- 크로스컨트리
- 파라 스포츠
  -  알파인스키
  -  크로스컨트리
- 프리스타일
- 피겨스케이팅

## 참가국
- 네팔
- 노르웨이
- 네덜란드
- 뉴질랜드
- 대한민국
- 독일
- 라트비아
- 레바논
- 루마니아
- 룩셈부르크
- 리투아니아
- 리히텐슈타인
- 말레이시아
- 멕시코
- 몽골
- 미국
- 벨기에
- 불가리아
- 브라질
- 스웨덴
- 스위스
- 스페인
- 슬로바키아
- 슬로베니아
- 싱가포르
- 아르메니아
- 아르헨티나
- 아일랜드
- 에스토니아
- 영국
- 오스트레일리아
- 오스트리아
- 우크라이나
- 이스라엘
- 이탈리아 (개최국)
- 일본
- 조지아
- 중화인민공화국
- 중화 타이베이
- 체코
- 칠레
- 카자흐스탄
- 캐나다
- 코소보
- 크로아티아
- 태국
- 튀르키예
- 포르투갈
- 폴란드
- 프랑스
- 핀란드
- 필리핀
- 헝가리
- 홍콩

## 메달 집계
| 순위 | 국가           | 금메달 | 은메달 | 동메달 | 합계 |
| ---- | -------------- | ------ | ------ | ------ | ---- |
| 1    | 프랑스         | 18     | 8      | 14     | 40   |
| 2    | 대한민국       | 8      | 6      | 6      | 20   |
| 3    | 핀란드         | 8      | 3      | 4      | 15   |
| 4    | 일본           | 7      | 8      | 4      | 19   |
| 5    | 독일           | 6      | 9      | 8      | 23   |
| 6    | 폴란드         | 6      | 3      | 5      | 14   |
| 7    | 스페인         | 4      | 7      | 2      | 13   |
| 8    | 이탈리아       | 4      | 5      | 6      | 15   |
| 9    | 스위스         | 4      | 5      | 5      | 14   |
| 10   | 우크라이나     | 4      | 4      | 4      | 12   |
| 11   | 슬로베니아     | 4      | 1      | 1      | 6    |
| 12   | 카자흐스탄     | 3      | 4      | 7      | 14   |
| 13   | 노르웨이       | 3      | 1      | 0      | 4    |
| 14   | 스웨덴         | 2      | 7      | 0      | 9    |
| 15   | 오스트리아     | 2      | 2      | 2      | 6    |
| 16   | 중화인민공화국 | 1      | 3      | 1      | 5    |
| 17   | 에스토니아     | 1      | 3      | 0      | 4    |
| 18   | 포르투갈       | 3      | 4      | 0      | 7    |
| 19   | 캐나다         | 1      | 2      | 6      | 9    |
| 20   | 영국           | 1      | 2      | 0      | 3    |
| 21   | 체코           | 1      | 1      | 3      | 5    |
| 22   | 칠레           | 1      | 1      | 0      | 2    |
| 23   | 불가리아       | 1      | 0      | 2      | 3    |
| 24   | 미국           | 0      | 1      | 1      | 2    |
| 25   | 네덜란드       | 0      | 1      | 0      | 1    |
| 25   | 슬로바키아     | 0      | 1      | 0      | 1    |
| 26   | 아르메니아     | 0      | 0      | 1      | 1    |
| 26   | 아르헨티나     | 0      | 0      | 1      | 1    |
| 26   | 크로아티아     | 0      | 0      | 1      | 1    |
| 합계 | 합계           | 90     | 88     | 84     | 262  |